# Медведев, Роман Владимирович
Рома́н Влади́мирович Медве́дев (род. 31 августа 1981) — казахстанский профессиональный хоккеист, вратарь сборной Казахстана и ХК «Горняк» (Рудный).

## Карьера
Воспитанник усть-каменогорского хоккея.
В первой лиге чемпионата России провел 92 игры.
В чемпионате Казахстана провел 29 игр.
На чемпионате мира 2006 года провел 1 игру. Сборная Казахстана заняла 15 место и покинула высший дивизион.